# Parafia Ofiarowania Najświętszej Maryi Panny w Bajorach Małych
Parafia Ofiarowania Najświętszej Maryi Panny w Bajorach Małych – parafia greckokatolicka w Bajorach Małych, w dekanacie węgorzewskim eparchii olsztyńsko-gdańskiej. Założona w 1958. Mieści się pod numerem 7. Prowadzą ją ojcowie Bazylianie.